# Phenacohelix lucetta
Phenacohelix lucetta är en snäckart som först beskrevs av Hutton 1884.  Phenacohelix lucetta ingår i släktet Phenacohelix och familjen Charopidae. Inga underarter finns listade i Catalogue of Life.